# Crisis en Argentina de 1981 y 1982
La crisis en Argentina de 1981 y 1982 fue un período marcado por el apogeo de la crisis económica de la dictadura autodenominada «Proceso de Reorganización Nacional» —vigente desde el golpe de 1976— y su posterior caída con la derrota en la guerra de las Malvinas. Posteriormente el país recuperó el Estado de derecho.

## Situación interna en 1981
A mediados de 1981 Argentina, gobernada por el Proceso de Reorganización Nacional, atravesaba una grave crisis económica. En junio, los principales partidos políticos crearon la Multipartidaria, bajo el presupuesto de que el gobierno militar estaba agotado y era imperativo el retorno de la democracia. Como toda respuesta, los militares propugnaban la continuación de la dictadura hasta mediados o fines de la década.
Muchos sindicatos estaban intervenidos aunque la dictadura autorizó las elecciones internas, en tanto que la actividad pública de los partidos políticos continuaba suspendida.
A la sazón, la Junta Militar estaba formada por el general Leopoldo Fortunato Galtieri (partidario de «los duros»), el almirante Armando Lambruschini y el brigadier Omar Graffigna. Por otro lado, el presidente de la Nación era el general retirado Roberto Eduardo Viola. En julio de 1981, aquel triunvirato dio un ultimátum al Gobierno de este indicándole que mejorara la economía en dos meses o era reemplazado.

## Golpe de Estado en Argentina de 1981
El vicepresidente estadounidense George H. W. Bush advirtió al ministro de Relaciones Exteriores argentino Oscar Camilión que su Gobierno no toleraría una dictadura militar. En otras palabras, la calidad de las relaciones Argentina-Estados Unidos dependía del proceso democratizador.
En agosto de 1981 Galtieri se reunió con funcionarios del Gobierno federal de los Estados Unidos. El comandante sostenía que la Argentina debía intervenir en el Sinaí para ganar la voluntad de los estadounidenses. Como respuesta, más de 70 políticos argentinos manifestaron su total rechazo a cualquier tipo de participación. En otro orden, las autoridades estadounidenses aceptaban el golpe de Galtieri con la condición que no se detuviera el proceso de democratización.
La nueva Junta Militar comenzó a formarse con la asunción del almirante Jorge Isaac Anaya como comandante en jefe de la Armada. Para el final de octubre, Viola tenía tiempo hasta abril del año siguiente.
El 21 de noviembre de 1981 Viola delegó el mando en el ministro del Interior Horacio Liendo. En esos días, en Argentina cohexistieron tres gobernantes, es decir, una situación similar al día de los tres gobernadores de 1820. Los tres gobernantes en cuestión eran el ministro Liendo, el presidente Viola y la Junta Militar. Viola se resistía a la renuncia por «razones de salud». El 3 de diciembre, fue hospitalizado; los médicos le diagnosticaron una congestión de pecho —por tabaquismo— y los estudios revelaron de un pequeño infarto.
El golpe había de ejecutarse entre el 18 y 31 de diciembre pues para esos días los mandos de las Fuerzas Armadas estarían renovados, principalmente el Ejército Argentino. Por ello, Galtieri proponía asumir de presidente reteniendo el cargo de comandante en jefe del Ejército.
El 8 de diciembre Galtieri y Viola negociaron el traspaso del poder en la quinta presidencial de Olivos. Al día siguiente, La Nación publicó una nota detallando las enfermedades coronarias y respiratorias que padecía Viola y que la Junta Militar creía que no podía seguir gobernando. En estos días, el almirante Jorge Isaac Anaya ya conspiraba con Galtieri. El historiador Juan Bautista Yofre dice que el comandante naval buscaba ayudar Galtieri a llegar a la presidencia si este a cambio apoyaba una operación militar de conquista de las islas Malvinas.
El 11 de diciembre, en una entrevista de menos de una hora de duración, la Junta Militar resolvió desplazar a Viola de la titularidad del Poder Ejecutivo por «razones de Estado». El mismo día, el general Héctor Iglesias anunció que Leopoldo Galtieri asumiría como presidente el 22 de diciembre. El ministro Liendo se negó a continuar como presidente interino hasta el día 22, por lo que el vicealmirante Carlos Alberto Lacoste asumió en su lugar.
El día 16 la Multipartidaria emitió una declaración titulada «Antes de que sea tarde». El documento, redactado por Deolindo Bittel, Carlos Contín, Arturo Frondizi, Oscar Alende y Francisco Eduardo Cerro, llamó a la unión y reclamó elecciones generales sin ningún tipo de obstáculo.

## Crisis de las Georgias
El 19 de marzo chatarreros argentinos de la Compañía Georgias del Sur S. A. de Constantino Davidoff desembarcaron en Puerto Leith, isla San Pedro. Al día siguiente Reino Unido envió el buque Endurance para expulsar a los argentinos. El día 23, la Junta Militar ordenó despachar al transporte militar ARA Bahía Paraíso a las Georgias para evitar el desalojo.
En medio de la crisis, el 24 de marzo se cumplió el sexto aniversario del golpe de Estado de 1976.

## Marcha del 30 de marzo y el desembarco en las Malvinas
El 19 de marzo la CGT convocó para el 30 de marzo una marcha a la plaza de Mayo en protesta contra la dictadura militar con la consigna «Paz, Pan y Trabajo».
El 26 de marzo la Junta Militar ordenó a los mandos militares ejecutar la Operación Azul entre el 1 y 3 de abril. Los comandantes en jefe libraron la fijación del día D al comandante del teatro de operaciones Osvaldo Jorge García. Dado que el ministro de Relaciones Exteriores Nicanor Costa Méndez quedó fuera de la decisión, solicitó a Galtieri la postergación del desembarco, cosa que este le denegó.
El 30 de marzo se manifestaron huelgas en las principales ciudades del país. La dictadura resolvió reprimir calificando a las manifestaciones como «subversivas». Las policías provinciales se pusieron a las órdenes del Ejército, que reprimió duramente a los manifestantes. Unas 30 000 personas marcharon a la plaza Mayo, donde la policía detuvo 2074 personas en el Microcentro.

## Recuperación y guerra de las Malvinas
La flota argentina había zarpado el 28 de marzo y el comandante Osvaldo García fijó al día D en el 2 de abril. La guerra de las Malvinas fue un interregno casi sin protestas sindicales ni políticas. Por el contrario, muchos dirigentes apoyaron al Gobierno en su conflicto armado contra el Reino Unido.

## Rendición en las Malvinas
El 15 de junio la dictadura convocó a la población a la Casa Rosada para un discurso público de Galtieri. Al anochecer, el dictador pronunció un discurso por cadena nacional. La Policía Federal reprimió a la gente que había marchado a la Plaza de Mayo para protestar contra la Junta Militar.
El Ministerio del Interior convocó una reunión con la Multipartidaria. La mayoría de los dirigentes no asistieron. Solamente concurrieron los miembros de los partidos afines a la dictadura.

### Caída de Galtieri
El 18 de junio de 1982 Leopoldo Fortunato Galtieri renunció obligadamente a los cargos de presidente y comandante en jefe del Ejército. En su lugar, asumió como presidente interino el ministro del Interior Alfredo Saint-Jean mientras que el general Cristino Nicolaides se hizo cargo de la fuerza.

### Asunción de Bignone
La crisis en el seno de las Fuerzas Armadas seguida luego por el retiro de la Armada y la Fuerza Aérea de la Junta Militar dejó al Ejército Argentino con el poder total. En este sentido, el 22 de junio, la fuerza terrestre designó al general retirado Reynaldo Bignone en el cargo de presidente. Las diferencias entre las fuerzas por la elección del gobernante terminaron con el alejamiento de la naval y la aeronáutica del Proceso.
La Multipartidaria dijo al nuevo Gobierno que el país no podía retroceder a la situación previa a la toma de las Malvinas y exigía el restablecimiento del Estado de derecho, el levantamiento del estado de sitio, la liberación de los presos políticos, etc.